# Gabelbach (Mud)
Der Gabelbach ist ein linker Zufluss der Mud im bayerischen Odenwald. Er entsteht aus dem Zusammenfluss von Breitenbach und Teufelsbach nördlich von Ernsttal.

## Geographie

### Quellbäche

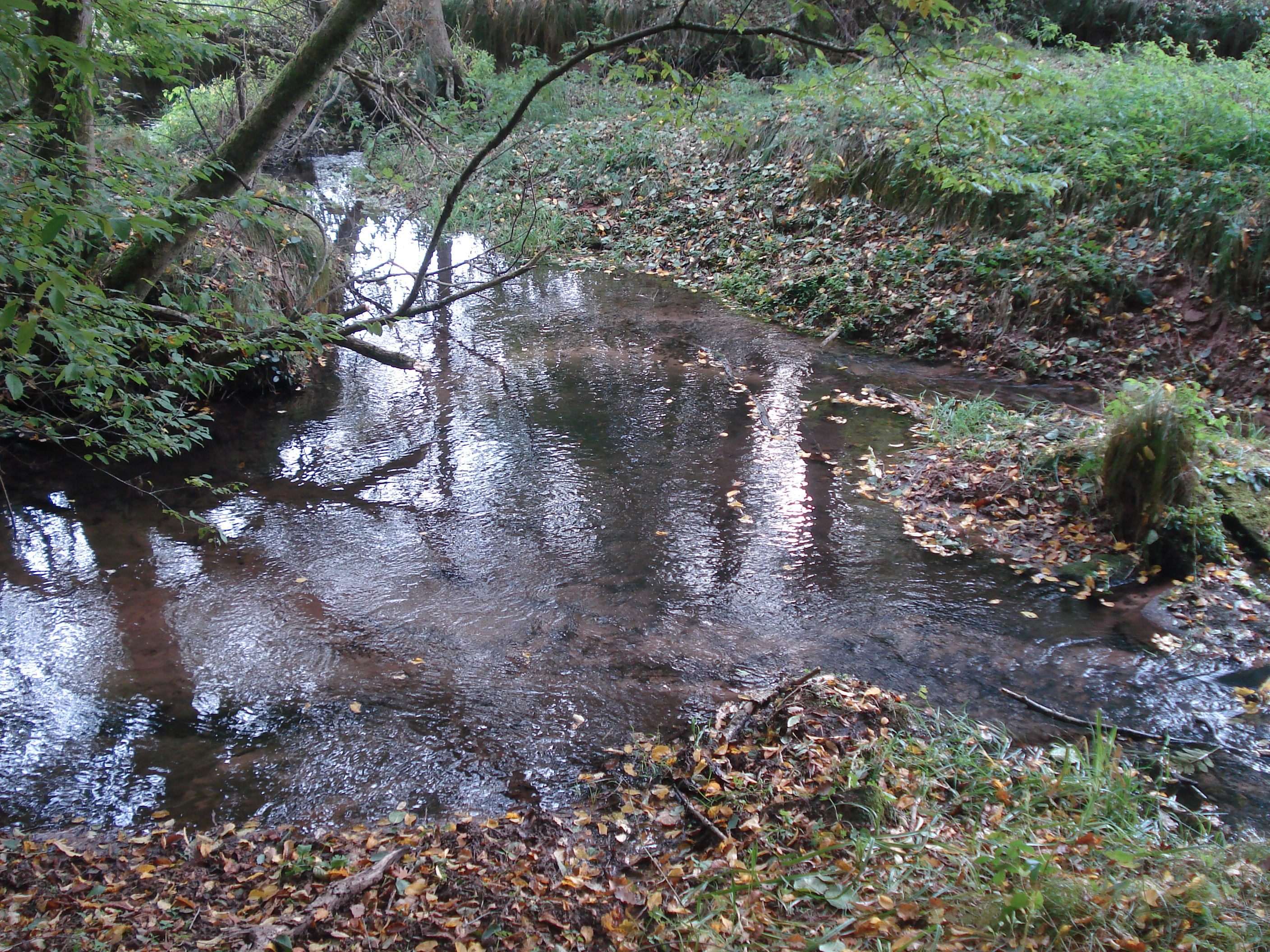
Zusammenfluss von Teufelsbach (hinten) und Breitenbach (rechts) zum Gabelbach (links)

#### Breitenbach
Der Breitenbach entspringt südwestlich von Breitenbuch. Er verläuft entlang des Limes nach Süden und durchfließt zwei Weiher. Er wird von Rotklingenbrunnen und Streitbrunnen verstärkt und erreicht den gleichnamigen Ort Breitenbach. Dort fließt ihm der Dörnbach zu. Der Breitenbach ist mit etwa 7,1 km der längere Quellbach.

#### Teufelsbach
Der etwa 5,9 km lange Teufelsbach entspringt in Baden-Württemberg südlich von Schloßau. Er verläuft nach Norden durch die Teufelsklinge. Nördlich von Ernsttal vereinigt er sich mit dem Breitenbach zum Gabelbach.

### Verlauf
Nach dem  Zusammenfluss der Quellbäche verläuft der Gabelbach durch Ottorfszell nach Kirchzell. Dort fließt ihm sein größter Zufluss, der Waldbach von links zu. Nördlich von Buch mündet er in die erst ca. 13 km lange Mud.

### Zuflüsse
- Breitenbach (linker Oberlauf)
- Teufelsbach (rechter Oberlauf)
- Klinge (rechts)
- Schwarzheckenklinge (links)
- Waldbach (links)
- Talgraben (links)

### Flusssystem Mud
- Fließgewässer im Flusssystem Mud